# 普羅斯庫里夫卡 (亞爾莫林齊區)
49°1′20″N 27°0′40″E / 49.02222°N 27.01111°E
普羅斯庫里夫卡（烏克蘭語：Проскурівка）是位於烏克蘭西部的村莊，由赫梅利尼茨基州裡赫梅利尼茨基區的索洛布基夫齊市鎮負責管轄。該村面積3.8平方公里，海拔高度242米，2001年人口940，人口密度每平方公里247.6人。